# André Moyen
André Michel Moyen (Resteigne, 29 september 1914 - Ciney, 7 februari 2008) was een Belgisch verzetsman, oprichter Belgisch Anticommunistisch Blok (BACB) en lid van de Belgische militaire inlichtingendienst.

## Levensloop

### Voor de oorlog
Moyen studeerde voor regent aan de normaalschool Saint-Joseph in Carlsbourg. In 1934 volbracht hij zijn legerdienst bij de Ardeense jagers in Aarlen en Bastenaken. Van 1935 tot 1942 was hij leraar in het Collège Cardinal Mercier in Eigenbrakel. Ook in 1935 trad hij in contact met de militaire inlichtingendiensten en werd een freelance medewerker. Hij bleef aan de geheime dienst verbonden tot in 1965. Ook nog in 1935 ging hij, onder de dekmantel student geneeskunde te zijn aan een Duitse universiteit, de Siegfriedlijn bespioneren. 

### Tweede wereldoorlog
In 1940 was hij militair en nam deel aan de Achttiendaagse Veldtocht. Zodra de bezetting een feit was, richtte hij, samen met zijn kameraad Fernand Canoot, in de Ardennen een verzetsgroep op onder de naam 'Athos'. Onder de schuilnamen capitaine Freddy, Le Crocodile, Cincinnatus of André de Saint-Michel, voerde hij riskante infiltratieopdrachten uit. Met zijn groep deed hij een overval op het Duitse telecommunicatiecentrum in Menuchenet. 
De groep Athos organiseerde een valse "speziale polizei" die, zonder dat de Duitsers er erg in hadden, operaties uitvoerde voor het inwinnen van inlichtingen of voor het bestraffen van collaborateurs. Athos maakte deel uit, maar met een grote graad van autonomie, van de veel grotere groep die bekend werd onder de naam 'Zéro'. In 1944 sloot hij zich aan bij het geallieerde leger. 

### Koude oorlog
Na de Tweede Wereldoorlog werd hij aangeworven door de Belgische militaire inlichtingendienst. Hij werd een van de belangrijkste Belgische contraspionnen en voerde opdrachten uit in Congo, Marokko, Egypte, Taiwan, Vietnam en Korea. 
Hij bouwde ook zijn eigen inlichtingendienst uit, onder de naam 'Milpol' en gaf een informatieblaadje uit, dat onder meer bij ministers en ambtenaren terecht kwam. Hij organiseerde ook een netwerk, onder de naam van 'Belgisch Anticommunistisch Blok' (BACB). Onder de leden daarvan bevonden zich inspecteurs van de gerechtelijke politie van Luik, Antwerpen en Brussel. In zijn activiteiten deinsde hij niet terug voor inbraken, diefstallen en geweldplegingen. In België was hij betrokken bij de oprichting van de Gladiogroepen, geheime agenten die het 'stay behind'-netwerk vormden
Na 1945 was hij regelmatig medewerker of correspondent in Brussel van Europe-Amérique, Le Phare, L'Occident, Septembre, Vrai, La Météo Économique, Industrie (Fédération des Industries Belges), en verder van Der Spiegel (Hamburg), Gazet van Antwerpen (Antwerpen), Dzinnik Polski (Londen) en Europeo de Roma (Rome).

### Moord op Lahaut
Hij behoorde tot de sterk anticommunistische en leopoldistische strekking binnen de geheime diensten. Er zijn sterke aanwijzingen dat hij een van de opdrachtgevers is geweest voor de moord op de communistische volksvertegenwoordiger Julien Lahaut. Vooral de Antwerpse politiecommissaris Alfred Van der Linden beet zich in 1961 in de zaak vast. De commissaris wees Luik op de vermoedelijke spin in het web, André Moyen. De archieven van de Staatsveiligheid leverden het bewijs dat Moyen de BACB oprichtte, dat Goossens er lid van was en dat Alex Devillé (een tweede moordenaar van wie de naam via de ‘tamtam’ van Halle uitlekte) een ‘agent’ van Goossens was. Door een slordige klassering raakte het bewijs van Goossens’ BACB-lidmaatschap evenwel niet in zijn persoonlijk dossier en werd de info in september 1950 niet meegestuurd naar Luik. Overigens legde de Staatsveiligheid in het voorjaar van 1950 een klacht neer tegen Moyen. Procureur-generaal Camille Pholien, de broer van premier Joseph, vond dit evenwel ‘niet opportuun’... Na een verjaring, toen nog 20 jaar, werd in 1972 door de raadkamer besloten het dossier te beëindigen met een buitenvervolgingstelling.

### Congo
Het netwerk van André Moyen werd gesponsord door de top van het Belgische grootkapitaal. De Société Générale was er rechtstreeks bij betrokken. De holding was ook bijna een staat in de staat en controleerde destijds een flink deel van de Belgische economie. Tot in Congo, waar de uraniummijnen in handen van de Union Minière, een groot strategisch belang hadden voor de Amerikaanse productie van atoomwapens. Ze mochten dus niet in handen vallen van nationalistische bewegingen in Congo (Patrice Lumumba) of een links democratisch regime in België. Onderzoekers brachten aan het licht dat het Belgische Anticommunistische Blok (BACB) financiële steun kreeg van de holding Brufina, de financiële poot van de Bank van Brussel (nu ING België). In die tijd steunde ook de Société Génerale en zijn Congolese filiaal Union Minière de BACB en gaf hen een lokaal in Brussel, in de Komediantenstraat. Het huis werd later de hoofdzetel van Umicore de nieuwe naam voor Union Minière.
André Moyen richtte het netwerk Crocodile op in Congo. Voor de financiële steun kregen hun ondernemingen namenlijsten van communisten in hun bedrijf en van Congolezen van ‘twijfelachtig allooi’. In die optiek werd zijn naam al eens genoemd in verband met de moord op Patrice Lumumba.

### Nadien
Van 1965 tot 1980 was hij directeur voor België van de Deense Group 4 Securitas. Hij was ook eigenaar van de in Daverdisse gevestigde Agence d'informations économiques.
Hij bleef het contact onderhouden met de geheime diensten en trad naar buiten met het formuleren van eigen meningen over allerhande dossiers, onder meer over de Bende van Nijvel. Hij bleef een vijand van de communisten, die hij overal aan het werk vermoedde. Hij aarzelde niet om zelf onderzoeken te doen en sommige rijkswachters of journalisten van allerhande wandaden te verdenken of te beschuldigen.
Hij evolueerde naar uiterst rechtse kringen en werd bevriend met baron Benoît de Bonvoisin.

## Publicaties
Moyen publiceerde verschillende documenten in boekvorm, die hij de naam "roman" gaf.
- Service 8, l'espionnage et la résistance belges en 40-45, roman, Éd. du Monde de Demain, Brussel, 1945.
- Ils ont craché sur nos tombes, l'espionnage et la résistance belges pendant la guerre jusqu'à la victoire finale, roman, Éd.Fasbender, Aarlen, 1947.
- La réforme agraire dans les pays en voie de développement, roman, Éd. Infor, Brussel, 1954.
- L'assassinat d'Alexandre Galopin, Gouverneur de la Société Générale de Belgique, le 28 février 1944, onuitgegeven gebleven.